# Talaván
Talaván è un comune spagnolo di 955 abitanti situato nella comunità autonoma dell'Estremadura.